# Alexis Henríquez
Alexis Héctor Henríquez Charales, conosciuto semplicemente come Alexis Henríquez (Santa Marta (Colombia), 1º febbraio 1983), è un ex calciatore colombiano, di ruolo difensore.

## Caratteristiche tecniche
Di ruolo difensore centrale, Henríquez è in grado di ricoprire anche il ruolo di terzino destro e sinistro.

## Carriera
Nato a Santa Marta, già all'età di 3 anni è appassionato del calcio, infatti gioca molto spesso con il padre e gli zii. Subito dopo l'età consentita si iscrive a una scuola calcio locale, squadra con la quale passa 5 stagioni. Nell'estate 1994, all'età di 11 anni, un osservatore del Santa Marta, squadra della sua città natale, viste le sue ottime prestazioni in campo lo porta al settore giovanile del Santa Marta per fare un provino. Dopo un provino durato una settimana, i dirigenti decidono di non puntare su di lui perché secondo il dirigente era troppo gracile. Allora torna alla sua prima squadra di calcio con la quale passa un'altra stagione. Dopo un anno Alexis si ripresenta al settore giovanile della sua città per un altro provino, che dopo un'altra settimana decisero di acquistare il cartellino di Henríquez ($ 500). Con la squadra del Santa Marta si distingue facilmente dagli altri compagni, esordendo realizzando una tripletta. Nel corso della sua carriera ha giocato tutti ruoli, spostandosi da ala destra o sinistra al ruolo di difensore centrale.
Con il Santa Marta gioca sempre con i ragazzi più grandi di lui, dal 1995 al 2000, dapprima negli Under-15, poi negli Under-17 e infine negli Under-19. Date le sue grandi prestazioni e i suoi "fantastici" gol veniva spesso accostato a Ronaldo, pur avendo due ruoli completamente diversi. Con i rossobianchi segna oltre 45 gol in più di 300 apparizioni.
Con il Santa Marta il cartellino di Henríquez sale da $500 a 5.000. All'età di 16 anni incomincia a ricevere le prime proposte di contratti da club esteri di prima divisione.
Nel gennaio 2000, durante la partita d'inizio campionato contro l'Once Caldas (partita dove Henríquez giocava come terzino), i dirigenti del Blanco, vedendo le grandi prestazioni di Alexis, poco dopo la fine della partita, gli offrono la possibilità di fare un provino con i verdebiancorossi, che subito dopo la fine del primo allenamento acquistano il suo cartellino ($ 5.000).
Il 1º gennaio 2002 firma il suo primo contratto da professionista con il club; secondo i vari annunci il costo del trasferimento sarebbe pari a un milione di peso colombiani.

## Palmarès

### Club

#### Competizioni nazionali
- Campionato colombiano: 5

Once Caldas: 2003, 2009, 2010
Atlético Nacional: 2013, 2014
- Copa Colombia: 2

Atlético Nacional: 2012, 2013
- Súper Liga: 1

Atlético Nacional: 2012

#### Competizioni internazionali
- Coppa Libertadores: 2

Once Caldas: 2004
Atlético Nacional: 2016